# Levan Kebadze
Levan Kebadze est un footballeur géorgien né le 1er février 1975 à Tbilissi.

## Carrière
- 2001-2003 : Iraklis Salonique, Grèce
- 2003-2005 : EN Paralimni, Chypre
- Depuis 2005 : Ethnikos Achna, Chypre